# Cyornis ruckii
El papamoscas de Rück (Cyornis ruckii) es una especie de ave paseriforme de la familia Muscicapidae endémica de Sumatra.

## Distribución y hábitat
Es endémica de la isla de Sumatra (Indonesia).